# Ordre de bataille unioniste à Ball's Bluff
L'ordre de bataille unioniste à Ball's Bluff présente les unités de l'armée de l'Union et les commandants qui ont combattu lors de la bataille de Ball's Bluff au cours de la guerre de Sécession, qui s'est déroulée du 20 au 24 octobre 1861 dans le comté de Loudoun, en Virginie, aussi appelée bataille de Leesburg ou bataille de Harrison's Island. L'ordre de bataille confédéré à Ball's Bluff est indiqué séparément.

## Abréviations utilisées

### Grade militaire
- Major général
- Brigadier général
- Colonel
- Lieutenant colonel
- Commandant
- Capitaine
- Premier lieutenant
- Bvt = Breveté

### Autre
- (b) = blessé
- mb = mortellement blessé
- † = tué
- (PDG) = capturé

## Force de l'Union autour de Ball's Bluff et d'Edwards Ferry
Brigadier général Charles Pomeroy Stone

### Armée du Potomac
Major général George B. McClellan (non présent)
| Division                                                                         | Brigade                                                | Régiments et autres |
| -------------------------------------------------------------------------------- | ------------------------------------------------------ | --- |
| Division de Stones (Corps d'observation) Brigadier général Charles Pomeroy Stone | Première brigade Brigadier général Frederick W. Lander | - 1st Company Massachusetts Sharpshooters (en) : Capitaine John Saunders - 7th Michigan Infantry (en) : Colonel Ira Grosvenor - 19th Massachusetts Infantry (en) : Colonel Edward Hinks (en) - 20th Massachusetts Infantry (en) : Colonel William Raymond Lee              |
| Division de Stones (Corps d'observation) Brigadier général Charles Pomeroy Stone | Deuxième brigade Brigadier général Willis A. Gorman    | - 1st Minnesota Infantry : Colonel Napoleon J.T. Dana - 2nd New York State Militia (en) : Colonel George W.B. Tompkins - 34th New York Infantry (en) : Colonel William LeDew                                                                                               |
| Division de Stones (Corps d'observation) Brigadier général Charles Pomeroy Stone | Troisième brigade Colonel Edward D. Baker (†)          | - 1st California Infantry (en) : Lieutenant colonel Isaac J. Wistar (en) - 2nd California Infantry (en) : Colonel Joshua T. Owen (en) - 3rd California Infantry (en) : Colonel DeWitt C. Baxter (en) - 5th California Infantry (en) : Colonel Turner G. Morehead (en)      |
| Division de Stones (Corps d'observation) Brigadier général Charles Pomeroy Stone | Régiments non affectés                                 | - 15th Massachusetts Infantry (en) : Colonel Charles Devens (b) - 42nd New York Infantry (en) (Tammany Jackson Guard) : Colonel Milton Cogswell (en) |
| Division de Stones (Corps d'observation) Brigadier général Charles Pomeroy Stone | Cavalerie                                              | - 3rd New York Cavalry (compagnies B, D, E, et I) : Colonel James Henry Van Alen (en) - Putnam Rangers, D.C. Volunteer Cavalry (en) : Capitaine George Thistleton |
| Division de Stones (Corps d'observation) Brigadier général Charles Pomeroy Stone | Artillerie                                             | - 1st U.S. Artillery, Battery I : Premier lieutenant George A. Woodruff - 1st Rhode Island Light Artillery, Battery B (en) : Capitaine Thomas F. Vaughn - 2nd New York State Militia Artillery Detachment - 6th New York Independent Battery : Capitaine Thomas B. Bunting |